# نظام تفريغ الهواء

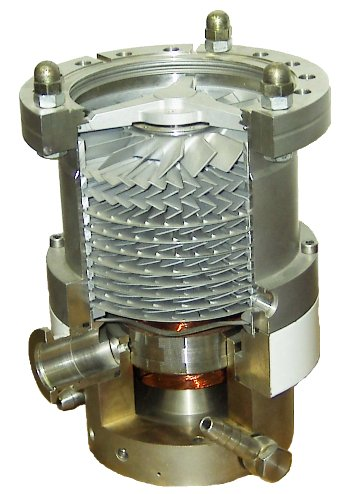

نظام تفريغ الهواء في مجال الالكترونيات هو عبارة عن أداة تتحكم بالتيار الكهربائي بين الأقطاب في وعاء مفرّغ من الهواء، تعتمد معظم أنابيب التفريغ على مبدأ الإشعاع الحراري للإلكترونات من فتيل مسخّن وهذا النوع يسمّى الأنبوب الحراري. الصمام الضوئي أو الأنبوب الضوئي يعتمد على مبدأ إشعاع الكترونات بفعل الضوء ( الخلية الكهروضوئية).كما أنه ليست كل الأدوات والأجهزة الالكترونية مفرّغة من الهواء، الأنابيب المليئة بالغاز هي نفس الأدوات السابقة ولكنها تحتوي على الغازات تحت ضغط جوي منخفض والتي يمكن استغلالها في أنابيب التفريغ الكهربائي عادة بدون استخدام فتيل أو مصدر الكترونات.أبسط أنبوب تفريغ هواء هو ال( دايود ) يحتوي فقط على سخان ومهبط ينتقل التيار بين الأقطاب الكهربائية باتجاه واحد داخل الدايود عندما تشع الإلكترونات من الفتيل (المهبط) وتجمع على الطرف الآخر (المصعد) ولكن بإضافة بعض شبكات التحكم داخل الأنبوب نستطيع التحكم بجهد الشبكات وهذه التقنية تستعمل للعديد من الأغراض مثل التكبير ( التوسيع)، التعديل والتكرير، التذبذب، و غايات العرض. ==
اخترعت هذه الأنابيب من قبل ( جون آمبروز فليمنغ ) عام 1904 وكانت هي الأساس في عالم الألكترونيات في المنتصف الأول للقرن العشرين، حيث تمت بواسطتها رؤية أمواج الراديو والتلفاز والرادار وأيضا إنتاج وتسجيل الصوت وشبكات الهاتف الواسعة والتحكم في العمليات الصناعية.